# Tussock Island
Tussock Island ist eine 300 m lange und mit Tussockgras bewachsene Insel im Südatlantik. Sie liegt vor der Westküste von Annenkov Islands.
Wissenschaftler des British Antarctic Survey benannten sie im Zuge geologischer Arbeiten zwischen 1972 und 1973 nach der hier vorherrschenden Vegetation.